# Monica Seles
Monica Seles (serb. Моника Селеш, Monika Seleš, wym. [mɔnika sɛlɛʃ]; węg. Szeles Mónika, wym. [sɛlɛʃ moːnikɒ]; ur. 2 grudnia 1973 w Nowym Sadzie) – amerykańska tenisistka, wcześniej jugosłowiańska, pochodzenia serbskiego i węgierskiego, posiadająca również obywatelstwo węgierskie, mistrzyni dziewięciu turniejów wielkoszlemowych w grze pojedynczej, półfinalistka Australian Open 1991 i Australian Open 2001 w grze podwójnej, trzykrotna triumfatorka WTA Finals w grze pojedynczej, była liderka rankingu WTA w grze pojedynczej, brązowa medalistka letnich igrzysk olimpijskich z Sydney (2000) w grze pojedynczej, dwukrotna zdobywczyni Pucharu Federacji wraz z drużyną Stanów Zjednoczonych, zdobywczyni Pucharu Hopmana 1991 wraz z drużyną Jugosławii, członkini Międzynarodowej Tenisowej Galerii Sław. Tenisistka leworęczna z oburęcznym forehendem i backhendem.

## Kariera tenisowa
Monica Seles rozpoczęła treningi tenisowe w wieku pięciu lat. Jej pierwszym trenerem był jej ojciec, Károly Szeles. To za jego namową dziewczyna zaczęła grać zarówno oburęczny backhand, jak i forehand. W 1985 wygrała prestiżowy juniorski turniej Orange Bowl, rozgrywany w Miami i zwróciła uwagę Nicka Bollettieriego. Rok później wraz z całą rodziną przeprowadziła się z Jugosławii do Stanów Zjednoczonych i rozpoczęła treningi w słynnej Akademii Tenisowej na Florydzie, gdzie ćwiczyła przez dwa lata.
W marcu 1988 zadebiutowała w turnieju WTA w grze pojedynczej w imprezie w Boca Raton. W swoim pierwszym meczu, jako nieklasyfikowana zawodniczka, pokonała Helen Kelesi 7:6(3), 6:3. W kolejnej rundzie uległa Chris Evert (3 WTA). 13 lutego 1989 otrzymała status profesjonalnej tenisistki i w tym samym tygodniu doszła do półfinału w Waszyngtonie. W kwietniu odniosła pierwsze zawodowe zwycięstwo, a dokonała tego w Houston. W maju wystąpiła w wielkoszlemowym French Open, dochodząc do półfinału – wówczas miał miejsce jej pierwszy mecz ze Steffi Graf. Znalazła się w czołowej dziesiątce rankingu WTA (głównie za sprawą dobrych występów w całym Wielkim Szlemie) i zadebiutowała w Mistrzostwach WTA, kończąc udział w nich na ćwierćfinale po porażce 3:6, 7:5, 5:7 z Martiną Navrátilovą.
Pierwsze ważniejsze zawody wygrała w marcu 1990 roku w Miami. Wkrótce odniosła pasjonującą serię triumfów na kortach ziemnych, co przypieczętowała zdobyciem mistrzostwa French Open, w finale którego ograła Steffi Graf. Wcześniej nie dała szans Manueli Maleewej. Miesiąc później po raz pierwszy w karierze zagrała w ćwierćfinale Wimbledonu, tym razem pokonana przez Zinę Garrison. Na koniec sezonu wygrała Mistrzostwa WTA w Stanach Zjednoczonych, zostając najmłodszą w dziejach triumfatorką tego turnieju (miała 16 lat i 11 miesięcy). Jej finałowe starcie z Gabrielą Sabatini było pierwszym pięciosetowym meczem kobiecym od 1901 roku, a ostateczny wynik to 4;6, 5:7, 6:3, 6:4, 6:2 na korzyść Jugosłowianki. Sezon zakończyła na pozycji wiceliderki światowej klasyfikacji.
Wraz z rokiem 1991 zaczęły się miesiące dominacji Seles w kobiecym tenisie. Wygrała trzy turnieje wielkoszlemowe (w czwartym, Wimbledonie, nie wystartowała); w finałach odprawiła kolejno: w Melbourne Janę Novotną, w Paryżu Arantxę Sánchez Vicario, a w Nowym Jorku Martinę Navrátilovą. 11 marca zastąpiła Steffi Graf na pierwszym miejscu listy WTA. W listopadzie po raz drugi w karierze triumfowała w Mistrzostwach WTA. W tym sezonie kolekcja jej pucharów wzrosła do dwudziestu, w tym dziesięć wywalczonych było tylko w 1991.
W 1992 ponownie wygrała trzy turnieje Wielkiego Szlema, w czwartym (Wimbledon) dochodząc do finału. Londyńska lewa Wielkiego Szlema już zawsze pozostała jedyną, której Seles nie udało się wygrać. W jedynym jej finale musiała uznać wyższość Graf. Monica została trzecią kobietą w erze open, która w jednym roku zagrała w finałach wszystkich turniejów wielkoszlemowych (po Navrátilovej w latach 1985 i 1987 oraz po Graf w latach 1988 i 1989); jej wynik powtórzyła Niemka w 1993, a potem dopiero Martina Hingis w 1997 i Justine Henin-Hardenne w 2006. Ponadto została pierwszą tenisistką w erze open, która wygrała Roland Garros trzy razy z rzędu (jej wynik wyrównała Justine Henin w latach 2005–2007). Jesienią 1992 Jugosłowianka po raz trzeci (i ostatni w karierze) wygrała Mistrzostwa WTA, w finale ogrywając Navrátilovą. Od stycznia 1991 do lutego 1993 osiągnęła finały 33 spośród 34 turniejów, w których brała udział. Przegrała dwanaście spotkań i tylko jeden w Wielkim Szlemie (finał Wimbledonu 1992).
W styczniu 1993 zdobyła trzecie z rzędu mistrzostwo Australian Open (finał z Graf), cały czas utrzymując się na pozycji liderki światowej klasyfikacji. 30 kwietnia rozgrywała ćwierćfinałowy mecz w Hamburgu z Magdaleną Maleewą. Prowadziła 6:4, 4:3, kiedy na kort wbiegł Gunter Parche i zaatakował ją. Niemiec okazał się być obsesyjnym fanem Steffi Graf. Seles została raniona nożem na głębokość 1,5 centymetra i została przewieziona do szpitala. W momencie zdarzenia miała dziewiętnaście lat. Parche nie został skazany na karę więzienia, gdyż uznano, że ma problemy psychiczne. Tenisistka zakomunikowała, że nigdy więcej nie zagra na terenie Niemiec.
Doznany szok sprawił, że Seles zdecydowała się zawiesić swoje turniejowe występy. Przewodnictwo w klasyfikacji WTA straciła, po 91. tygodniach przebywania na tym miejscu, 7 czerwca 1993 na rzecz swojej największej rywalki; odzyskała je trzy lata później. W 1994 otrzymała obywatelstwo amerykańskie i zdecydowała się reprezentować Stany Zjednoczone na światowych arenach tenisowych.
Powróciła w sierpniu 1995 w Toronto, od razu wygrywając turniej. Miesiąc później dostała się do finału US Open, gdzie została pokonana przez Graf w ich pierwszej konfrontacji po feralnym zamachu. Jej wyborna forma utrzymywała się również w sezonie 1996, kiedy to wygrała swój dziewiąty (ostatni w karierze) turniej wielkoszlemowy, ale pierwszy w barwach Stanów Zjednoczonych. Miało to miejsce w styczniu w Melbourne, a w finale zwyciężyła Anke Huber. W swoim pierwszym występie we French Open od 1992 roku (wtedy wygrała tę imprezę po raz trzeci z rzędu) uległa w ćwierćfinale Janie Novotnej. W finale w Nowym Jorku musiała jednak uznać wyższość Graf. 24 listopada był jej ostatnim w karierze dniem na pierwszym miejscu listy światowej.
Rok 1997 rozpoczęła dopiero w marcu występami w dwóch amerykańskich turniejach (Miami, Hilton Head), w finałach obydwu przegrała ze wschodzącą gwiazdą, Martiną Hingis. Przez następne miesiące utrzymywała się w czołowej dziesiątce rankingu WTA, jednak występ w Mistrzostwach WTA zakończyła po konfrontacji pierwszej rundy z Arantxą Sánchez Vicario. W maju 1998 zagrała w finale French Open, w którym ponownie uległa Hiszpance; rundę wcześniej ograła jednak ówczesny światowy numer jeden, Hingis. W Wimbledonie doszła do ćwierćfinału, pokonana przez Natallę Zwierawą. W US Open również weszła do najlepszej ósemki zawodów, ale ponownie napotkała tam Hingis. W Mistrzostwach WTA ograła najpierw Annę Kurnikową, ale potem przegrała z Graf.
Hingis i Graf były największymi rywalkami Moniki Seles. W styczniu 1999 powróciła do Melbourne i o ile z Niemką uporała się w ćwierćfinale, o tyle Szwajcarka w półfinale nie dała jej żadnych szans. Porażką z Graf zakończył się też mecz półfinałowy French Open (dla niemieckiej tenisistki był to ostatni tytuł w całej karierze). Na światowych arenach coraz więcej miały też do powiedzenia amerykańskie siostry Serena i Venus Williams, które kilkakrotnie rywalizowały z Seles. W 2000 Amerykanka doszła do ćwierćfinałów wszystkich imprez wielkoszlemowych (poza Melbourne, tam nie wystartowała) i zdobyła brązowy medal letnich igrzysk olimpijskich w Sydney. Po kilku latach przerwy znów dostała się do finału Mistrzostw WTA, ale pokonała ją tam Martina Hingis.
Nie grała w wielu ważnych zawodach w roku 2001; osiągnęła ćwierćfinał Australian Open i czwartą rundę US Open. Dwa razy ograła Hingis. W sezonie 2002 była w trzech ćwierćfinałach wielkoszlemowych (Paryż, porażka z Venus Williams, Londyn, porażka z Justine Henin i Nowy Jork, kolejna porażka z Williams); w Melbourne odpadła po półfinale z Hingis. W lutym wygrała też swój ostatni profesjonalny turniej (pięćdziesiąty trzeci), eliminując w finale w Madrycie Chandę Rubin.
W marcu 2003 po raz ostatni wystąpiła w finale imprezy WTA; miało to miejsce w Dubaju, przegrała z późniejszą mistrzynią, Justine Henin-Hardenne. Jej ostatni turniejowy start miał miejsce podczas French Open; w pierwszej rundzie uległa Nadii Pietrowej 4:6, 0:6.
Monica Seles wygrała w swojej karierze sześć zawodów w grze podwójnej: trzykrotnie uczyniła to w Rzymie (1990, 1991, 1992 z Helen Kelesi, Jennifer Capriati i Heleną Sukovą), raz w San Antonio (1991, z Patty Fendick) i dwukrotnie w Tokio (1997, 1998 z Ai Sugiyamą i Anną Kurnikową). W 1991 roku w parze z Anne Smith awansowała do półfinału Australian Open; wynik ten powtórzyła w Melbourne dziesięć lat później w duecie z Martiną Hingis.
Od 1996 roku reprezentowała Stany Zjednoczone w rozgrywkach o Puchar Federacji. Uczestniczyła w zwycięskich dla swojego państwa finałach w latach 1996 i 2000. W obydwu Amerykanki zwyciężyły Hiszpanki 5-0. Seles ma bilans meczów singlowych w tym turnieju równy 15-2, natomiast deblowych 2-0.
Monica Seles reprezentowała obydwa swoje państwa w turnieju o Puchar Hopmana. W barwach Jugosławii w parze z Goranem Prpiciem wygrała edycję 1991. W finale wygrali z Amerykanami, Ziną Garrison i Davidem Wheatonem. W 2001, już jako tenisistka Stanów Zjednoczonych, z Janem-Michaelem Gambill awansowali do decydującego spotkania, ale przegrali z odwieczną rywalką Moniki, Martiną Hingis i przyszłym wybitnym tenisistą, Rogerem Federerem. W 2002 ponownie zaproszeni do Perth Seles i Gambill ulegli w finale Hiszpanom, Tommy’emu Robredo i Arantxy Sánchez Vicario.
W letnich igrzyskach olimpijskich reprezentowała wyłącznie Stany Zjednoczone. W 1996 w Atlancie poległa w ćwierćfinale z Janą Novotną, ale cztery lata później w Sydney zdobyła brązowy medal. Walkę o miejsce w finale przegrała z późniejszą mistrzynią, Venus Williams.
Do historii przeszła rywalizacja Moniki Seles ze Steffi Graf, szczególnie nasilona w latach 1991–1993. Ich pierwsze spotkanie miało miejsce podczas French Open 1989, ostatnie również na paryskiej mączce, dziesięć lat później. Rozegrały piętnaście meczów, z czego dziesięć padło łupem Niemki. Dwanaście spośród tych pojedynków rozegrały w sytuacji, gdy jedna z nich była liderką rankingu WTA. Pokonała Graf pięciokrotnie: w 1990 w Berlinie i Paryżu, w 1992 we French Open i potem dwukrotnie w Melbourne, w 1993 i 1999.
Monica Seles oficjalnie zakończyła swoją karierę tenisową 14 lutego 2008 roku. Tenisistka ma w dorobku 53 wygrane turnieje singlowe (w tym 9 wielkoszlemowych i 3 Mistrzostwa WTA) oraz 6 deblowych. Zajmowała pierwsze miejsce w rankingu WTA przez 178 tygodni. W styczniu 2009 została włączona do Międzynarodowej Tenisowej Galerii Sław.

## Po zakończeniu kariery tenisowej
Monica Seles jest Ambasadorem Dobrej Woli firmy IIMSAM, zajmującej się walką z niedożywieniem oraz Ambasadorem fundacji Laureus for Good Fundation, charytatywnej inicjatywy politycznej, która zajmuje się szerzeniem sportu na całym globie, widząc pozytywny wpływ sportu na człowieka. W czerwcu 1996 wydała książkę zatytułowaną From Fear to Victory.
Brała udział w rozgrywkach amerykańskiej ligi tenisowej World Team Tennis, broniąc barw drużyny New York Sportimes.
W marcu 2008 wzięła udział w amerykańskiej wersji Tańca z gwiazdami (sezon szósty). Jej partnerem był Jonathan Roberts. Para została wyeliminowana w drugim odcinku po zatańczeniu fokstrota i mambo (za każdy z tych tańców otrzymali 15 punktów na 30 możliwych). W sierpniu wystąpiła w pokazowym meczu podczas turnieju Rogers Cup w Kanadzie razem z Martiną Navrátilovą, Aleksandrą Wozniak i Sereną Williams. W 2009 wydała autobiografię pod tytułem Getting a Grip: On My Game, My Body, My Mind, gdzie szczegółowo opisuje dzień, w którym została zaatakowana przez nożownika.
W marcu 2011 w Dosze brała udział w spotkaniu mającym na celu poprawienie warunków bezpieczeństwa na wszystkich arenach sportowych. W maju podczas turnieju w Rzymie otrzymała nagrodę nazywaną Złotą Rakietą za całokształt tenisowych osiągnięć.

## Życie prywatne
Monica Seles jest córką Karola Selesa (zmarł w maju 1998 roku) i jego żony Estery. Jej rodzice mają pochodzenie węgierskie. Monica urodziła się w Nowym Sadzie w Wojwodinie, wówczas na terenie Jugosławii, obecnie Serbii. Po wyjeździe do Stanów Zjednoczonych zamieszkała w Sarasocie. 16 marca 1994 otrzymała obywatelstwo amerykańskie, a wiosną 2007 również węgierskie.
Od 2009 roku spotyka się z Tomem Golisano, starszym od niej o 32 lata, współwłaścicielem drużyny Buffalo Sabres.

## Historia występów wielkoszlemowych
Legenda
     W, wygrany turniej
     F, przegrana w finale
     SF, przegrana w półfinale
     QF, przegrana w ćwierćfinale
     xR, przegrana w x rundzie
     A, brak startu

### Występy w grze pojedynczej
| Australian Open        | A  | A  | A  | W | W | W | A | A | W  | A  | A  | SF | A  | QF | SF | 2R | 4 / 8  | 43 – 4   |  |  |  |  |  |  |  |  |
| French Open            | A  | SF | W  | W | W | A | A | A | QF | SF | F  | SF | QF | A  | QF | 1R | 3 / 11 | 54 – 8   |  |  |  |  |  |  |  |  |
| Wimbledon              | A  | 4R | QF | A | F | A | A | A | 2R | 3R | QF | 3R | QF | A  | QF | A  | 0 / 9  | 30 – 9   |  |  |  |  |  |  |  |  |
| US Open                | A  | 4R | 3R | W | W | A | A | F | F  | QF | QF | QF | QF | 4R | QF | A  | 2 / 12 | 53 – 10  |  |  |  |  |  |  |  |  |
|                        |    |    |    |   |   |   |   |   |    |    |    |    |    |    |    |    |        |          |  |  |  |  |  |  |  |  |
| Ranking na koniec roku | 86 | 6  | 2  | 1 | 1 | 8 | – | 1 | 2  | 5  | 6  | 6  | 4  | 10 | 7  | 60 | 9 / 40 | 180 – 31 |  |  |  |  |  |  |  |  |

### Występy w grze podwójnej
| Australian Open        | A | A  | A  | SF | A | A | A | A | A  | A  | A  | 3R | A   | SF | A | A | 0 / 3  | 10 – 3  |  |  |  |  |
| French Open            | A | A  | 3R | A  | A | A | A | A | A  | 2R | A  | 2R | A   | A  | A | A | 0 / 3  | 4 – 3   |  |  |  |  |
| Wimbledon              | A | A  | 1R | A  | A | A | A | A | 1R | 2R | A  | QF | A   | A  | A | A | 0 / 4  | 4 – 4   |  |  |  |  |
| US Open                | A | 1R | 2R | A  | A | A | A | A | A  | A  | 1R | QF | A   | A  | A | A | 0 / 4  | 4 – 4   |  |  |  |  |
|                        |   |    |    |    |   |   |   |   |    |    |    |    |     |    |   |   |        |         |  |  |  |  |
| Ranking na koniec roku | – | –  | 40 | 22 | – | – | – | – | –  | 54 | 53 | 43 | 112 | 72 | – | – | 0 / 14 | 22 – 14 |  |  |  |  |

### Występy w grze mieszanej
Monica Seles nigdy nie startowała w rozgrywkach gry mieszanej podczas turniejów wielkoszlemowych.

## Finały turniejów WTA
| Legenda                | Legenda |
| ---------------------- | ------- |
| Wielki Szlem           |         |
| Igrzyska olimpijskie   |         |
| WTA Tour Championships |         |
| 1988 – 2008            |         |
| Kategoria I            |         |
| Kategoria II           |         |
| Kategoria III          |         |
| Kategoria IV           |         |
| Kategoria V            |         |

### Gra pojedyncza 85 (53–32)
| Końcowy wynik | Nr  | Data                 | Turniej                      | Nawierzchnia    | Przeciwniczka             | Wynik finału            |
| ------------- | --- | -------------------- | ---------------------------- | --------------- | ------------------------- | ----------------------- |
| Zwyciężczyni  | 1.  | 30 kwietnia 1989     | Houston                      | Ceglana         | Chris Evert               | 3:6, 6:1, 6:4           |
| Finalistka    | 1.  | 24 września 1989     | Dallas                       | Dywanowa (hala) | Martina Navrátilová       | 6:7(2), 3:6             |
| Finalistka    | 2.  | 29 października 1989 | Brighton                     | Dywanowa (hala) | Steffi Graf               | 5:7, 4:6                |
| Zwyciężczyni  | 2.  | 25 marca 1990        | Miami                        | Twarda          | Judith Wiesner            | 6:1, 6:2                |
| Zwyciężczyni  | 3.  | 1 kwietnia 1990      | San Antonio                  | Twarda          | Manuela Maleewa-Fragniere | 6:4, 6:3                |
| Zwyciężczyni  | 4.  | 22 kwietnia 1990     | Tampa                        | Ceglana         | Katerina Maleewa          | 6:1, 6:0                |
| Zwyciężczyni  | 5.  | 13 maja 1990         | Rzym                         | Ceglana         | Martina Navrátilová       | 6:1, 6:1                |
| Zwyciężczyni  | 6.  | 20 maja 1990         | Berlin                       | Ceglana         | Steffi Graf               | 6:4, 6:3                |
| Zwyciężczyni  | 7.  | 9 czerwca 1990       | French Open                  | Ceglana         | Steffi Graf               | 7:6(6), 6:4             |
| Zwyciężczyni  | 8.  | 19 sierpnia 1990     | Los Angeles                  | Twarda          | Martina Navrátilová       | 6:4, 3:6, 7:6(6)        |
| Zwyciężczyni  | 9.  | 4 listopada 1990     | Oakland                      | Dywanowa (hala) | Martina Navrátilová       | 6:3, 7:6(5)             |
| Zwyciężczyni  | 10. | 18 listopada 1990    | Virginia Slims Championships | Dywanowa (hala) | Gabriela Sabatini         | 6:4, 5:7, 3:6, 6:4, 6:2 |
| Zwyciężczyni  | 11. | 27 stycznia 1991     | Australian Open              | Twarda          | Jana Novotná              | 5:7, 6:3, 6:1           |
| Finalistka    | 3.  | 3 marca 1991         | Palm Springs                 | Twarda          | Martina Navrátilová       | 2:6, 6:7(6)             |
| Zwyciężczyni  | 12. | 24 marca 1991        | Miami                        | Twarda          | Gabriela Sabatini         | 6:3, 7:5                |
| Finalistka    | 4.  | 31 marca 1991        | San Antonio                  | Twarda          | Steffi Graf               | 4:6, 3:6                |
| Zwyciężczyni  | 13. | 21 kwietnia 1991     | Houston                      | Ceglana         | Mary Joe Fernández        | 6:4, 6:3                |
| Finalistka    | 5.  | 5 maja 1991          | Hamburg                      | Ceglana         | Steffi Graf               | 5:7, 7:6(4), 3:6        |
| Finalistka    | 6.  | 12 maja 1991         | Rzym                         | Ceglana         | Gabriela Sabatini         | 3:6, 2:6                |
| Zwyciężczyni  | 14. | 8 czerwca 1991       | French Open                  | Ceglana         | Arantxa Sánchez Vicario   | 6:3, 6:4                |
| Finalistka    | 7.  | 4 sierpnia 1991      | San Diego                    | Twarda          | Jennifer Capriati         | 6:4, 1:6, 6:7(2)        |
| Zwyciężczyni  | 15. | 18 sierpnia 1991     | Los Angeles                  | Twarda          | Kimiko Date               | 6:3, 6:1                |
| Zwyciężczyni  | 16. | 7 września 1991      | US Open                      | Twarda          | Martina Navrátilová       | 7:6(1), 6:1             |
| Zwyciężczyni  | 17. | 22 września 1991     | Tokio (Nichirei)             | Twarda          | Mary Joe Fernández        | 6:1, 6:1                |
| Zwyciężczyni  | 18. | 6 października 1991  | Mediolan                     | Dywanowa (hala) | Martina Navrátilová       | 6:3, 3:6, 6:4           |
| Finalistka    | 8.  | 10 listopada 1991    | Oakland                      | Dywanowa (hala) | Martina Navrátilová       | 3:6, 6:3, 3:6           |
| Zwyciężczyni  | 19. | 17 listopada 1991    | Filadelfia                   | Dywanowa (hala) | Jennifer Capriati         | 7:5, 6:1                |
| Zwyciężczyni  | 20. | 24 listopada 1991    | Virginia Slims Championships | Dywanowa (hala) | Martina Navrátilová       | 6:4, 3:6, 7:5, 6:0      |
| Zwyciężczyni  | 21. | 26 stycznia 1992     | Australian Open              | Twarda          | Mary Joe Fernández        | 6:2, 6:3                |
| Zwyciężczyni  | 22. | 9 lutego 1992        | Essen                        | Dywanowa (hala) | Mary Joe Fernández        | 6:0, 6:3                |
| Zwyciężczyni  | 23. | 1 marca 1992         | Indian Wells                 | Twarda          | Conchita Martínez         | 6:3, 6:1                |
| Zwyciężczyni  | 24. | 19 kwietnia 1992     | Houston                      | Ceglana         | Zina Garrison-Jackson     | 6:4, 6:3                |
| Zwyciężczyni  | 25. | 26 kwietnia 1992     | Barcelona                    | Ceglana         | Arantxa Sánchez Vicario   | 3:6, 6:2, 6:3           |
| Finalistka    | 9.  | 10 maja 1992         | Rzym                         | Ceglana         | Gabriela Sabatini         | 5:7, 4:6                |
| Zwyciężczyni  | 26. | 6 czerwca 1992       | French Open                  | Ceglana         | Steffi Graf               | 6:2, 3:6, 10:8          |
| Finalistka    | 10. | 4 lipca 1992         | Wimbledon                    | Ceglana         | Steffi Graf               | 2:6, 1:6                |
| Finalistka    | 11. | 16 sierpnia 1992     | Los Angeles                  | Twarda          | Martina Navrátilová       | 4:6, 2:6                |
| Finalistka    | 12. | 23 sierpnia 1992     | Montreal                     | Twarda          | Arantxa Sánchez Vicario   | 3:6, 6:4, 4:6           |
| Zwyciężczyni  | 27. | 13 września 1992     | US Open                      | Twarda          | Arantxa Sánchez Vicario   | 6:3, 6:3                |
| Zwyciężczyni  | 28. | 27 września 1992     | Tokio (Nichirei)             | Dywanowa (hala) | Gabriela Sabatini         | 6:2, 6:0                |
| Zwyciężczyni  | 29. | 8 listopada 1992     | Oakland                      | Dywanowa (hala) | Martina Navrátilová       | 6:3, 6:4                |
| Zwyciężczyni  | 30. | 22 listopada 1992    | Virginia Slims Championships | Dywanowa (hala) | Martina Navrátilová       | 7:5, 6:3, 6:1           |
| Zwyciężczyni  | 31. | 31 stycznia 1993     | Australian Open              | Twarda          | Steffi Graf               | 4:6, 6:3, 6:2           |
| Zwyciężczyni  | 32. | 14 lutego 1993       | Chicago                      | Dywanowa (hala) | Martina Navrátilová       | 3:6, 6:2, 6:1           |
| Finalistka    | 13. | 21 lutego 1993       | Paryż                        | Dywanowa (hala) | Martina Navrátilová       | 3:6, 6:4, 6:7(3)        |
| Zwyciężczyni  | 33. | 20 sierpnia 1995     | Toronto                      | Twarda          | Amanda Coetzer            | 6:0, 6:1                |
| Finalistka    | 14. | 9 września 1995      | US Open                      | Twarda          | Steffi Graf               | 6:7(6), 6:0, 3:6        |
| Zwyciężczyni  | 34. | 14 stycznia 1996     | Sydney                       | Twarda          | Lindsay Davenport         | 4:6, 7:6(7), 6:3        |
| Zwyciężczyni  | 35. | 28 stycznia 1996     | Australian Open              | Twarda          | Anke Huber                | 6:4, 6:1                |
| Zwyciężczyni  | 36. | 23 czerwca 1996      | Eastbourne                   | Trawiasta       | Mary Joe Fernández        | 6:0, 6:2                |
| Zwyciężczyni  | 37. | 11 sierpnia 1996     | Montreal                     | Twarda          | Arantxa Sánchez Vicario   | 6:1, 7:6(2)             |
| Finalistka    | 15. | 7 września 1996      | US Open                      | Twarda          | Steffi Graf               | 5:7, 4:6                |
| Zwyciężczyni  | 38. | 22 września 1996     | Tokio                        | Twarda          | Arantxa Sánchez Vicario   | 6:1, 6:4                |
| Finalistka    | 16. | 10 listopada 1996    | Oakland                      | Dywanowa (hala) | Martina Hingis            | 2:6, 0:6                |
| Finalistka    | 17. | 29 marca 1997        | Miami                        | Twarda          | Martina Hingis            | 2:6, 1:6                |
| Finalistka    | 18. | 6 kwietnia 1997      | Hilton Head                  | Ceglana         | Martina Hingis            | 6:3, 3:6, 6:7(5)        |
| Finalistka    | 19. | 25 maja 1997         | Madryt                       | Ceglana         | Jana Novotná              | 5:7, 1:6                |
| Finalistka    | 20. | 3 sierpnia 1997      | San Diego                    | Twarda          | Martina Hingis            | 6:7(4), 4:6             |
| Zwyciężczyni  | 39. | 10 sierpnia 1997     | Los Angeles                  | Twarda          | Lindsay Davenport         | 5:7, 7:5, 6:4           |
| Zwyciężczyni  | 40. | 17 sierpnia 1997     | Toronto                      | Twarda          | Anke Huber                | 6:2, 6:4                |
| Zwyciężczyni  | 41. | 21 września 1997     | Tokio (Toyota)               | Twarda          | Arantxa Sánchez Vicario   | 6:1, 3:6, 7:6(5)        |
| Finalistka    | 21. | 7 czerwca 1998       | French Open                  | Ceglana         | Arantxa Sánchez Vicario   | 6:7(5), 6:0, 2:6        |
| Zwyciężczyni  | 42. | 23 sierpnia 1998     | Montreal                     | Twarda          | Arantxa Sánchez Vicario   | 6:3, 6:2                |
| Zwyciężczyni  | 43. | 27 września 1998     | Tokio (Toyota)               | Twarda          | Arantxa Sánchez Vicario   | 4:6, 6:3, 6:4           |
| Finalistka    | 22. | 25 października 1998 | Moskwa                       | Dywanowa (hala) | Mary Pierce               | 6:7(2), 3:6             |
| Zwyciężczyni  | 44. | 11 kwietnia 1999     | Amelia Island                | Ceglana         | Ruxandra Dragomir         | 6:2, 6:3                |
| Finalistka    | 23. | 22 sierpnia 1999     | Toronto                      | Twarda          | Martina Hingis            | 4:6, 4:6                |
| Finalistka    | 24. | 26 września 1999     | Tokio (Toyota)               | Twarda          | Lindsay Davenport         | 5:7, 6:7(1)             |
| Zwyciężczyni  | 45. | 27 lutego 2000       | Oklahoma City                | Twarda (hala)   | Nathalie Dechy            | 6:1, 7:6(3)             |
| Zwyciężczyni  | 46. | 16 kwietnia 2000     | Amelia Island                | Ceglana         | Conchita Martínez         | 6:3, 6:2                |
| Zwyciężczyni  | 47. | 21 maja 2000         | Rzym                         | Ceglana         | Amélie Mauresmo           | 6:2, 7:6(4)             |
| Finalistka    | 25. | 6 sierpnia 2000      | San Diego                    | Twarda          | Venus Williams            | 0:6, 7:6(3), 3:6        |
| Finalistka    | 26. | 26 sierpnia 2000     | New Haven                    | Twarda          | Venus Williams            | 2:6, 4:6                |
| Finalistka    | 27. | 19 listopada 2000    | Chase Championships          | Dywanowa (hala) | Martina Hingis            | 7:6(5), 4:6, 4:6        |
| Zwyciężczyni  | 48. | 25 lutego 2001       | Oklahoma City                | Twarda (hala)   | Jennifer Capriati         | 6:3, 5:7, 6:2           |
| Finalistka    | 28. | 5 sierpnia 2001      | San Diego                    | Twarda          | Venus Williams            | 2:6, 3:6                |
| Finalistka    | 29. | 11 sierpnia 2001     | Los Angeles                  | Twarda          | Lindsay Davenport         | 3:6, 5:7                |
| Zwyciężczyni  | 49. | 16 września 2001     | Bahia                        | Twarda          | Jelena Dokić              | 6:3, 6:3                |
| Zwyciężczyni  | 50. | 7 października 2001  | Tokio – Japan Open           | Twarda          | Tamarine Tanasugarn       | 6:3, 6:2                |
| Zwyciężczyni  | 51. | 14 października 2001 | Szanghaj                     | Twarda          | Nicole Pratt              | 6:2, 6:3                |
| Finalistka    | 30. | 4 lutego 2002        | Tokio                        | Dywanowa (hala) | Martina Hingis            | 6:7(6), 6:4, 3:6        |
| Zwyciężczyni  | 52. | 17 lutego 2002       | Doha                         | Twarda          | Tamarine Tanasugarn       | 7:6(6), 6:3             |
| Zwyciężczyni  | 53. | 26 maja 2002         | Madryt                       | Ceglana         | Chanda Rubin              | 6:4, 6:2                |
| Finalistka    | 31. | 3 lutego 2003        | Tokio                        | Dywanowa (hala) | Lindsay Davenport         | 7:6(6), 1:6, 2:6        |
| Finalistka    | 32. | 23 lutego 2003       | Dubaj                        | Twarda          | Justine Henin-Hardenne    | 6:4, 6:7(4), 5:7        |

### Gra podwójna 9 (6–3)
| Końcowy wynik | Nr | Data              | Turniej        | Nawierzchnia    | Partnerka          | Przeciwniczki                              | Wynik finału     |
| ------------- | -- | ----------------- | -------------- | --------------- | ------------------ | ------------------------------------------ | ---------------- |
| Zwyciężczyni  | 1. | 13 maja 1990      | Rzym           | Ceglana         | Helen Kelesi       | Laura Garrone Laura Golarsa                | 6:3, 6:4         |
| Zwyciężczyni  | 2. | 31 marca 1991     | San Antonio    | Twarda          | Patty Fendick      | Jill Hetherington Kathy Rinaldi            | 7:6(2), 6:2      |
| Zwyciężczyni  | 1. | 12 maja 1991      | Rzym           | Ceglana         | Jennifer Capriati  | Nicole Bradtke Elna Reinach                | 7:5, 6:2         |
| Zwyciężczyni  | 4. | 10 maja 1992      | Rzym           | Ceglana         | Helena Suková      | Katerina Maleewa Barbara Rittner           | 6:1, 6:2         |
| Zwyciężczyni  | 5. | 21 września 1997  | Tokio (Toyota) | Twarda          | Ai Sugiyama        | Julie Halard-Decugis Chanda Rubin          | 6:1, 6:0         |
| Finalistka    | 1. | 9 listopada 1997  | Chicago        | Dywanowa (hala) | Lindsay Davenport  | Alexandra Fusai Nathalie Tauziat           | 3:6, 2:6         |
| Zwyciężczyni  | 6. | 27 września 1998  | Tokio (Toyota) | Twarda          | Anna Kurnikowa     | Mary Joe Fernández Arantxa Sánchez Vicario | 6:4, 6:4         |
| Finalistka    | 2. | 15 listopada 1998 | Filadelfia     | Dywanowa (hala) | Natalla Zwierawa   | Jelena Lichowcewa Ai Sugiyama              | 5:7, 6:4, 2:6    |
| Finalistka    | 3. | 28 marca 1999     | Miami          | Twarda          | Mary Joe Fernández | Martina Hingis Jana Novotná                | 6:0, 4:6, 6:7(1) |

## Występy w Turnieju Mistrzyń

### W grze pojedynczej
| Rok  | Rezultat    | Rywalka                 | Wynik                   |
| 1989 | Ćwierćfinał | Martina Navrátilová     | 3:6, 7:5, 5:7           |
| 1990 | Zwycięstwo  | Gabriela Sabatini       | 6:4, 5:7, 3:6, 6:4, 6:2 |
| 1991 | Zwycięstwo  | Martina Navrátilová     | 6:4, 3:6, 7:5, 6:0      |
| 1992 | Zwycięstwo  | Martina Navrátilová     | 7:5, 6:3, 6:1           |
| 1996 | I runda     | Kimiko Date             | 4:6, krecz              |
| 1997 | I runda     | Arantxa Sánchez Vicario | 6:3, 4:6, 4:6           |
| 1998 | Ćwierćfinał | Steffi Graf             | 6:1, 4:6, 4:6           |
| 2000 | Finał       | Martina Hingis          | 7:6(5), 4:6, 4:6        |
| 2002 | Ćwierćfinał | Venus Williams          | 5:7, 4:6                |

## Występy w igrzyskach olimpijskich

### Gra pojedyncza
| Runda                                                                                    | Przeciwniczka                         | Wynik         |  |
| ---------------------------------------------------------------------------------------- | ------------------------------------- | ------------- |  |
|                                                                                          |                                       |               |  |
| Letnie Igrzyska Olimpijskie w Atlancie 1996, reprezentując państwo Stany Zjednoczone [1] |                                       |               |  |
| I runda                                                                                  | Chiny: Chen Li Ling [W]               | 6:0, 6:4      |  |
| II runda                                                                                 | Kanada: Patricia Hy-Boulais           | 6:3, 6:2      |  |
| III runda                                                                                | Argentyna: Gabriela Sabatini [13]     | 6:3, 6:3      |  |
| Ćwierćfinał                                                                              | Czechy: Jana Novotná                  | 5:7, 6:3, 6:8 |  |
|                                                                                          |                                       |               |  |
| Letnie Igrzyska Olimpijskie w Sydney 2000, reprezentując państwo Stany Zjednoczone [3]   |                                       |               |  |
| I runda                                                                                  | Węgry: Katalin Marosi [W]             | 6:0, 6:1      |  |
| II runda                                                                                 | Holandia: Miriam Oremans              | 6:1, 6:1      |  |
| III runda                                                                                | Francja: Nathalie Dechy [11]          | 6:3, 6:2      |  |
| Ćwierćfinał                                                                              | Belgia: Dominique Monami [6]          | 6:0, 6:2      |  |
| Półfinał                                                                                 | Stany Zjednoczone: Venus Williams [2] | 1:6, 6:4, 3:6 |  |
| O brązowy medal                                                                          | Australia: Jelena Dokić               | 6:1, 6:4      |  |